# وزارة توفيق السويدي الثانية
وزارة توفيق السويدي الثانية هي الحكومة العراقية الخامسة والثلاثون، خلفت هذه الوزارة وزارة حمدي الباجه جي الثانية.
تشكلت الوزارة في 23 شباط 1946، واستمرت إلى 3 أيار 1946، وتشكلت بعدها وزارة أرشد العمري الأولى.

## التشكيلة الوزارية
تكونت الوزارة من الوزراء أدناه:
- رئيس الوزراء: توفيق السويدي
- وزير الدفاع: إسماعيل نامق
- وزير الخارجية: توفيق السويدي بالوكالة حتى نيسان 1946، ثم علي ممتاز الدفتري
- وزير الداخلية: سعد صالح جريو
- وزير المالية: عبد الوهاب محمود
- وزير التموين: عبد الجبار الجلبي
- وزير العدلية: عمر نظمي
- وزير الأشغال والمواصلات: علي ممتاز الدفتري حتى نيسان 1946، ثم عبد الجبار الجلبي
- وزير المعارف: نجيب الراوي
- وزير الاقتصاد: عبد الهادي أحمد الظاهر
- وزير الشؤون الاجتماعية: أحمد مختار بابان ثم عين بهذا المنصب شوكت عبد الحليم الزهاوي في نيسان 1946